# Beniczky Ferenc (tanár)
Beniczky Ferenc, Beniczki Xavér Ferenc, František Xaver Benický (Munkács, 1679. december 3. – Kassa, 1715. február 19.) bölcseletdoktor, jezsuita rendi tanár.

## Élete
Kassán végezte gimnáziumi tanulmányait. 1695. október 27-én Trencsénben lépett be a rendbe. Grazban matematikát, Bécsben pedig teológiát tanult. Három év után mint hittérítő Kelet-Indiába ment. Amíg Port-ban hajóra várt, Coimbrában a teológia negyedik évét is elvégezte. Miután a tartományfőnök hazahívta, Laibachba küldte, itt matézist tanított. Később Sopronban hitszónok volt, Nagyszombatban a mennyiségtant, Kassán a bölcseletet adta elő.

## Munkái
- Laureatus Joannes Hunyadi. Tyrnaviae, 1705 (névtelenül)
- Ephemerides calendarii Tyrnaviensis pro anno 1709, Nagyszombat